# Société pour la biologie intégrative et comparative
La Société pour la biologie intégrative et comparative (en anglais Society for Integrative and Comparative Biology) est une société ayant pour objectif la promotion et la dissémination des informations importantes relatives à la biologie.

## Histoire
En 1902, les sociétés Central Naturalists et American Morphological Society fusionnent pour former l'American Society of Zoologists qui devient en 1996 la Society for Integrative and Comparative Biology.

## Publications
Cette société publie un journal bimensuel, l’Integrative and Comparative Biology (anciennement l’American Zoologist).